# Haemophilus ducreyi
O Haemophilus ducreyi é um cocobacilo gram-negativo, pleomórfico, causador da doença sexualmente transmissível denominada cancro mole ou cancróide. É um parasita obrigatório, não produzindo toxinas.

## Quadro Clínico
O cancro mole (popularmente "cavalo" pt-br) é uma IST aguda, muito contagiosa, constituindo em uma das causas de úlceras genitais. Inicia-se como uma lesão eritemato-papular, que evolui para pústula, e finalmente para úlcera com base necrótica, muitas vezes purulenta, e borda irregulares, eritemato-edemadosas e dolorosas sem induração. Em geral ocorrem múltiplas lesões e adenopatia inguinal em cerca de 50%, habitualmente unilateral , ("bubão"), com possível flutuação e drenagem espontânea.

## Diagnóstico Laboratorial
Para identificação do agente patogénico em questão, recolhe-se o exsudato purulento ou o aspirado de um gânglio linfático, o qual é submetido ao exame microscópico (coloração de Gram). Posteriormente é feito um exame cultural em meio enriquecido com factor X, isto é, hemina. Podem também ser realizados exames moleculares.
Faz-se necessário diferenciação da infecção por Haemophilus ducreyi com outras causas de úlceras genitais, como sifílis, HSV, donovanose e LGV.

## Tratamento
Após o diagnóstico laboratorial, é recomendado a abstenção do contato sexual até o fim do tratamento, de maneira a impedir a disseminação da doença, e como antibioterapia de 1ª linha, é-lhe ministrada azitromicina em dose única. Como antibioterapia de 2a. linha, eritromicina, cefotriaxona ou ciprofloxacina são comummente utilizados. Os parceiros sexuais devem também ser tratados.